# رجوم عكدان (الرقة)
رجوم عكدان قرية سورية تتبع ناحية السبخة في منطقة مركز الرقة في محافظة الرقة. بلغ عدد سكانها 221 نسمة في عام 2004 حسب إحصاء المكتب المركزي للإحصاء.